# José Donoso

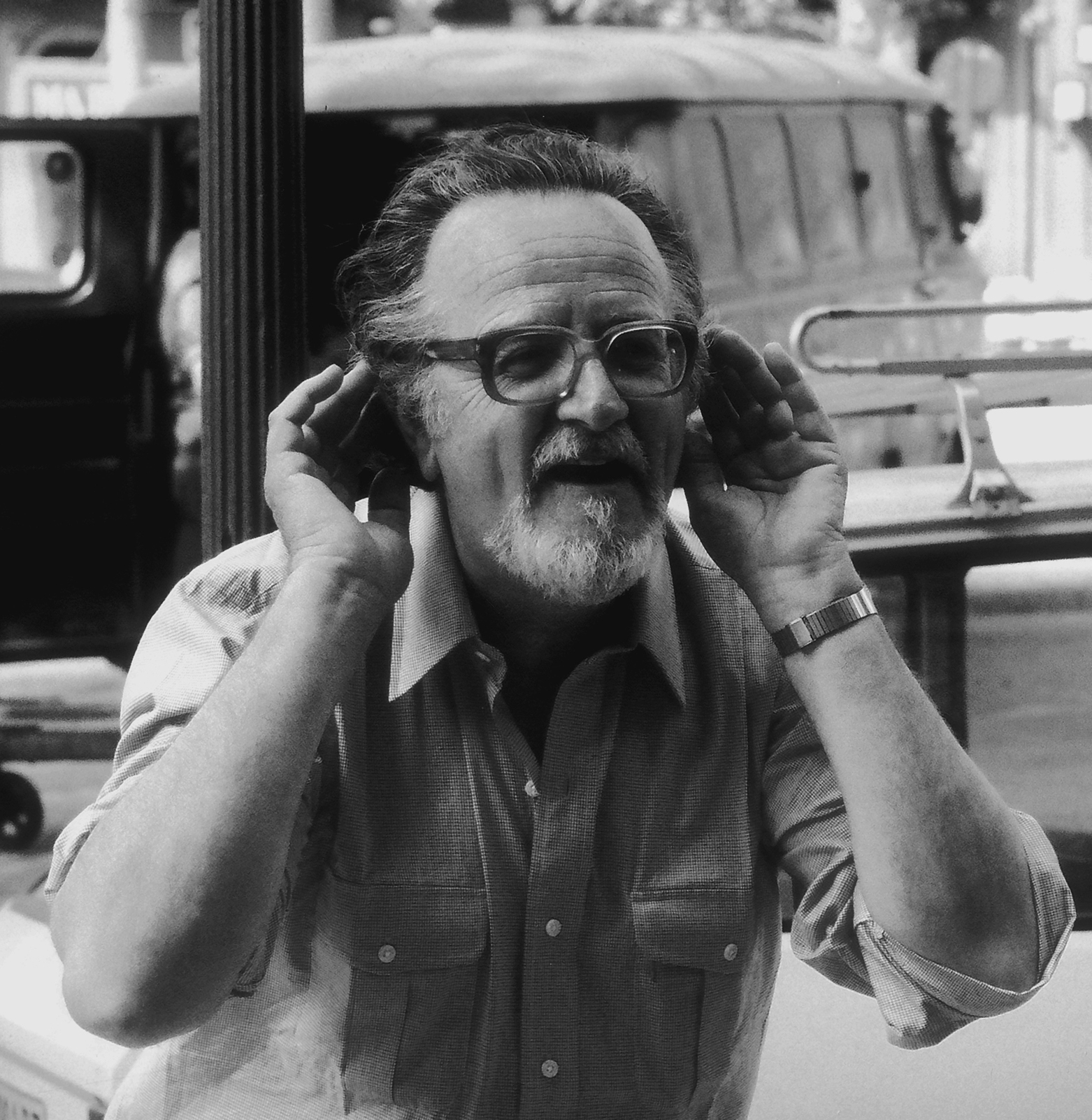
José Donoso

José Donoso Yáñez, född 5 oktober 1924 i Santiago de Chile, död 7 december 1996, var en chilensk författare. Ett av hans mest berömda verk, översatt till flera språk, är El obsceno pájaro de la noche, fritt översatt Nattens obscena fågel. 
Donoso har studerat och undervisat i engelsk litteraturhistoria i Chile och USA.